# سیارک ۶۳۷۰
سیارک ۶۳۷۰ (به انگلیسی: 6370 Malpais، نامگذاری:1984EY) شش هزار و سیصد و هفتادمین سیارک کشف شده‌است که در ۹ مارس ۱۹۸۴ کشف شد.
قدر مطلق سیارک برابر ۱۳٫۳۰ است.